# Pardosa moesta
Pardosa moesta là một loài nhện trong họ Lycosidae.
Loài này thuộc chi Pardosa. Pardosa moesta được Richard C. Banks miêu tả năm 1892.